# 엘레나 소피아 리치
엘레나 소피아 리치(Elena Sofia Ricci, 1962년 3월 29일 ~ )는 이탈리아의 배우이다.

## 출연 작품
- 그때 그들 - 베로니카 라리오 역